# Kyle (Texas)
Pour les articles homonymes, voir Kyle.
La ville de Kyle est située dans le comté de Hays, dans l’État du Texas, aux États-Unis. Elle comptait 28 016 habitants lors du recensement de 2010 alors qu’elle en comptait 5 314 en 2000. Kyle est l’une des villes au développement le plus rapide de l’État.

## Galerie photographique

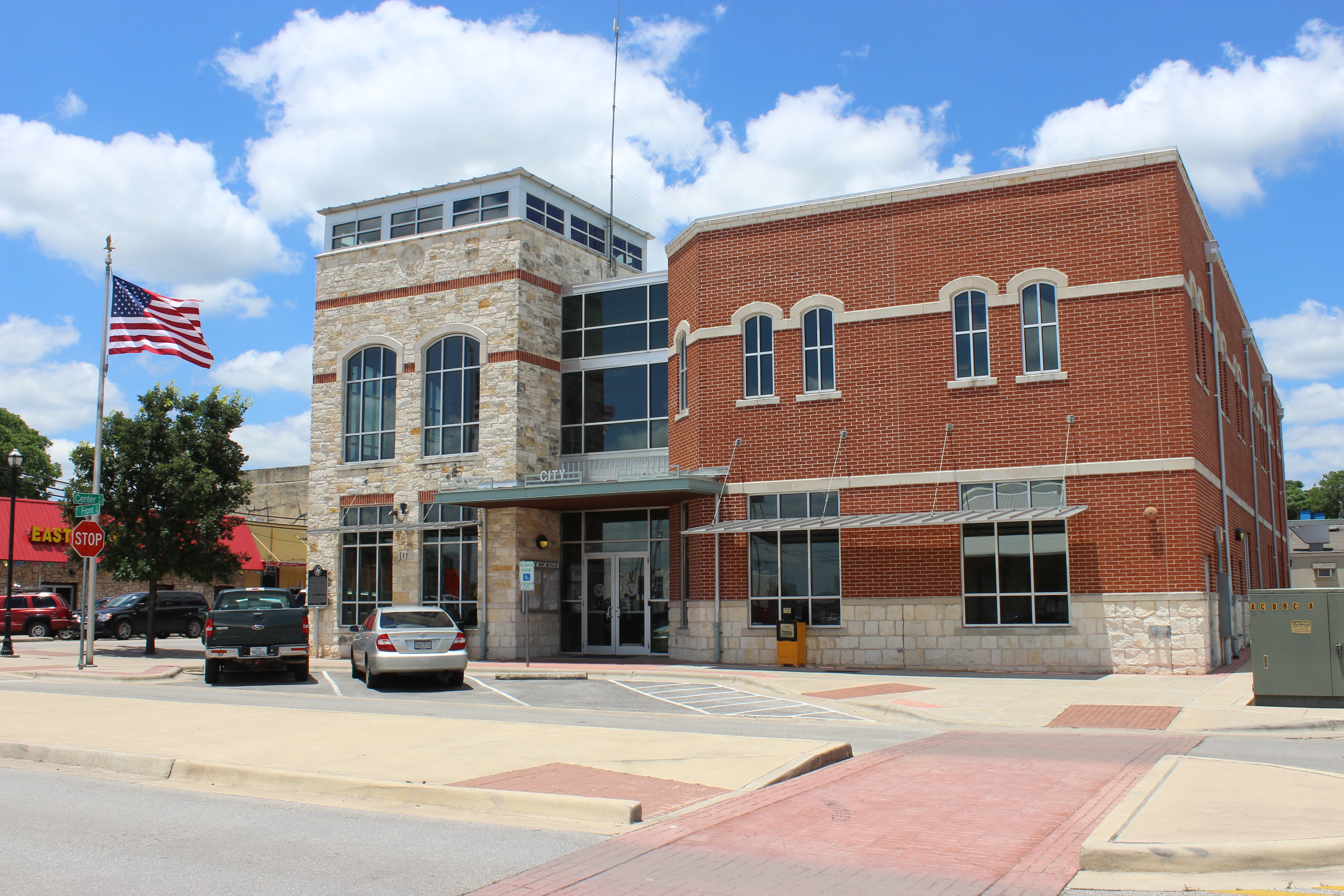
L’hôtel de ville de Kyle.
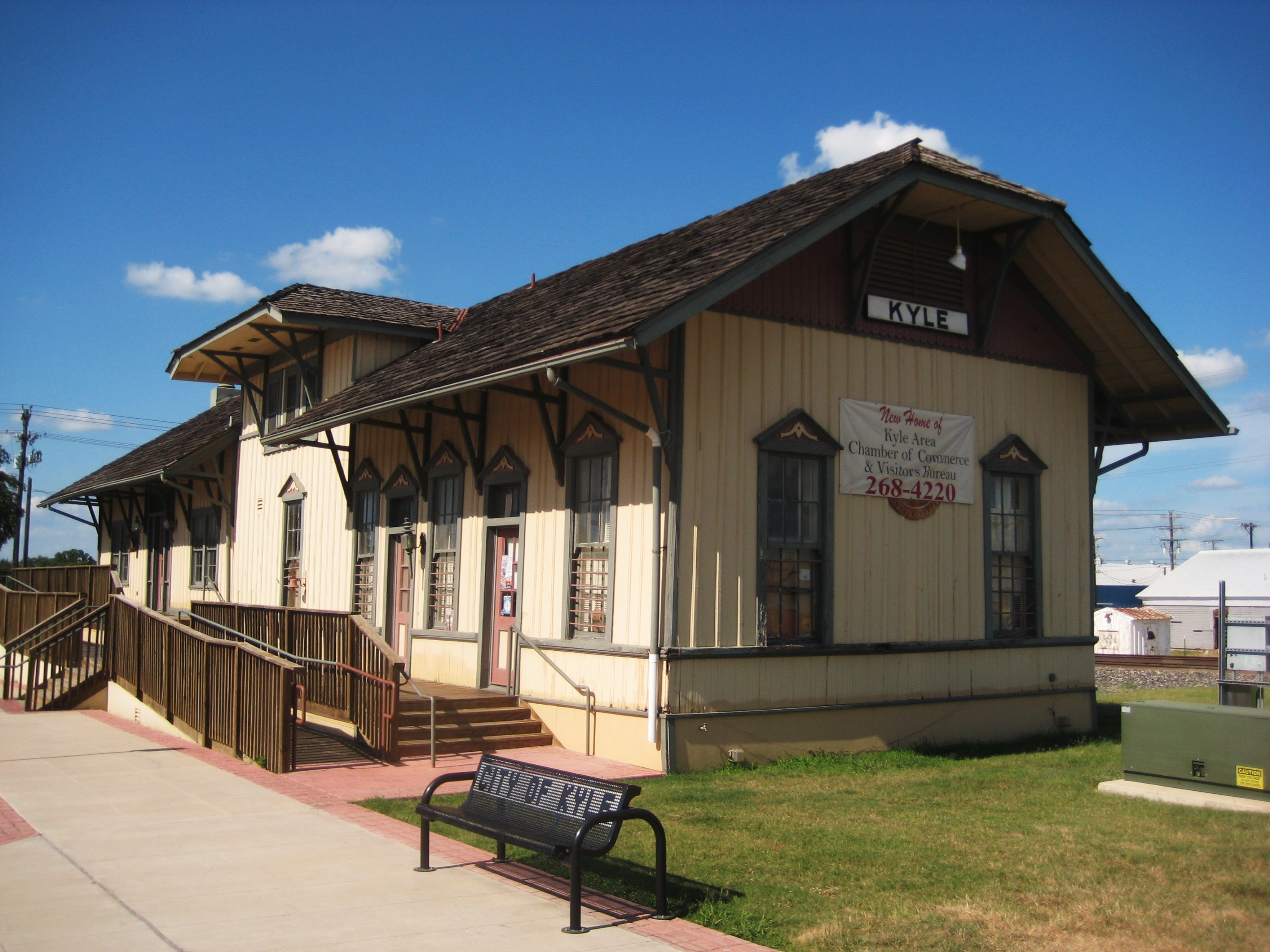
L’ancienne gare de Kyle.
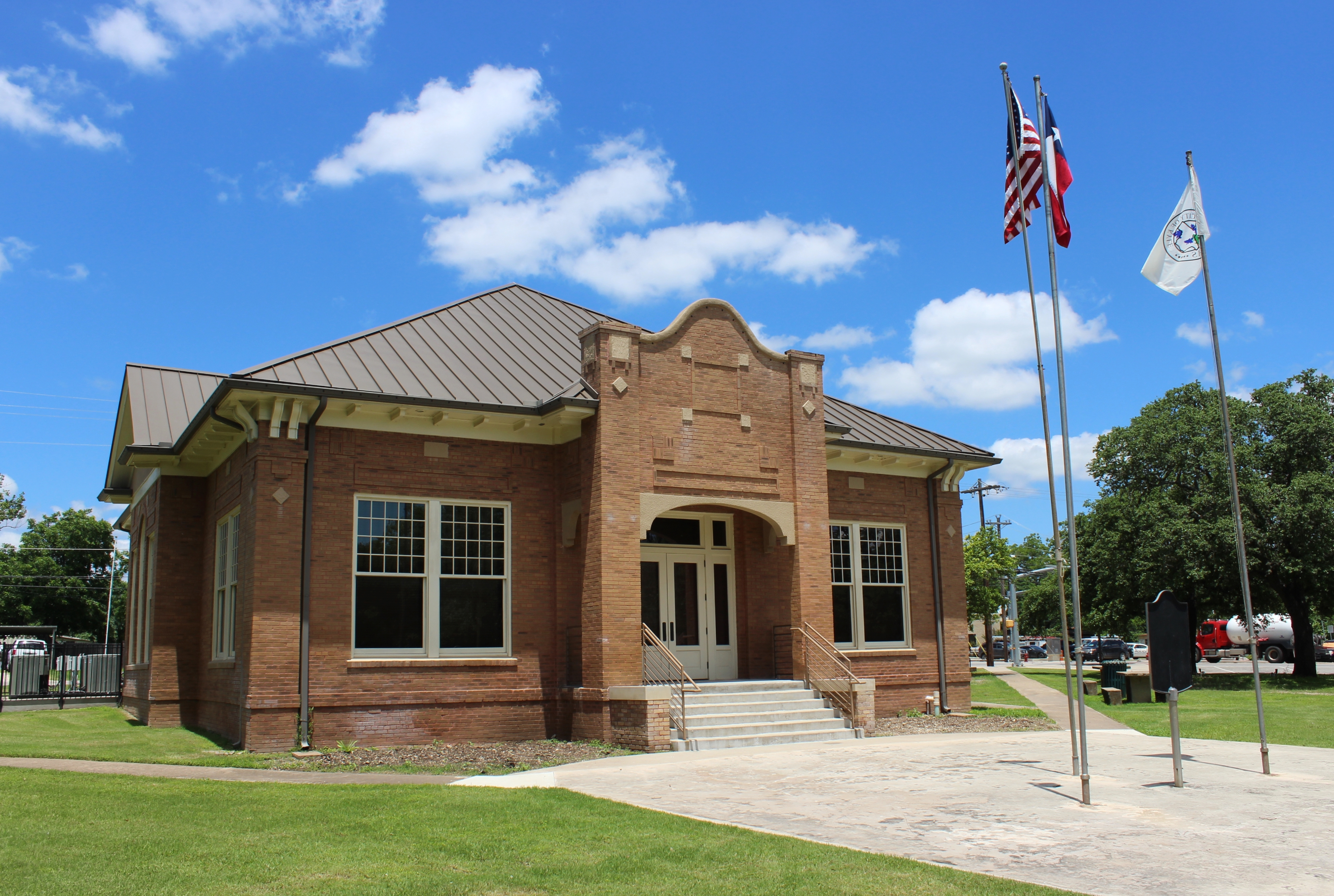
L’ancien hôtel de ville de Kyle.

## Source
- (en) Cet article est partiellement ou en totalité issu de l’article de Wikipédia en anglais intitulé « Kyle, Texas » (voir la liste des auteurs).